# Басараб Михайло Васильович
Михайло Васильович Басараб (нар. 28 березня 1988, м. Болехів, Івано-Франківської області, УРСР) — український футболіст, півзахисник.

## Кар'єра
Перший тренер — Василь Мирославович Бунчак. У ДЮФЛ України виступав за «ВПУ-21» Івано-Франківськ (2001—2005). На аматорському рівні грав за «Карпати» з Яремче (2008).
У чемпіонатах України дебютував за івано-франківську «Чорногору» (2005/06); потім грав у клубах: «Спартак» Івано-Франківськ (2006/07), «Поділля» (Хмельницький) (2007/08), «Нафтовик» Долина (2007), «Нива» Вінниця (2008/09), «Скала» Стрий (2009—2012), ФК «Львів» (2012). У «Львові» виступав під № 3.
У лютому 2013 року підписав контракт із футбольним клубом «Нива» (Тернопіль), виступав під 23 номером. У 2015 році виступав у канадській команді «Атомік Селектс» з міста Торонто.

## Досягнення
- Срібний призер Другої ліги України (1) : 2012/13
- Бронзовий призер Другої ліги України (1) : 2008/09